# Reichsbeamtengesetz
Das Reichsbeamtengesetz (RBG) von 1873 war das erste Gesetz, das sich im Kaiserreich mit Rechten und Pflichten der Beamten des Reichs (nicht mit denen der Beamten im Dienst der Bundesstaaten) befasste. Vorausgegangen waren gesetzgeberische Bemühungen im Norddeutschen Bund, die nicht zum Abschluss geführt worden waren. Das RBG ist insbesondere 1907 neu gefasst worden; 1937 wurde es durch das Deutsche Beamtengesetz (DBG) abgelöst.
Dem Entwurf des RBG hatte weitgehend preußisches Recht zugrunde gelegen, das Recht des größten der Bundesstaaten. Im Laufe der Beratungen wurde das Konzept stark verändert, u. a. auch weil das RBG Vorbild für neue Regelungen der Landesgesetzgeber sein sollte.
Als von besonderer Bedeutung erwies sich das Fixieren des beamtenrechtlichen Verantwortungsprinzips im RBG, d. h. der Verantwortung von Reichsbeamten "für die Gesetzmäßigkeit" ihrer "amtlichen Handlungen" (§ 13), und die "Verpflichtung", das ihnen "übertragene Amt der Verfassung und den Gesetzen entsprechend gewissenhaft wahrzunnehmen" (§ 10).